# Portret van een jongeman (Lotto)
Portret van een jongeman (Italiaans: Ritratto di giovane gentiluomo) is een schilderij van Lorenzo Lotto dat hij tussen 1525 en 1530 maakte. Sinds 1930 maakt het deel uit van de collectie van de Gallerie dell'Accademia in Venetië.

## Voorstelling
De identiteit van de geportretteerde is onbekend. De man is staand afgebeeld, met de linkerelleboog leunend op een grote tafel. Met een sombere blik bladert hij door een dik boek. Hij is gekleed in een elegant, zwart pak, met daaronder een wit overhemd met wijde mouwen en geborduurde manchetten. De kamer waarin hij zich bevindt, is erg donker, ondanks het raam aan de linkerkant. Schuin van rechts valt er licht op de jongeman en enkele objecten op de tafel. De symbolische betekenis van deze voorwerpen moet hebben herinnerd aan de persoonlijkheid van de geportretteerde, aan zijn interesses en, zeer waarschijnlijk, ook aan zijn naam.
Een bekende interpretatie van het schilderij gaat ervan uit dat de jongeman op een keerpunt in zijn leven is afgebeeld. Hij laat wereldse geneugten als jacht en muziek, gesymboliseerd door de jachthoorn en luit bij het raam, achter zich en wijdt zich aan zijn zakelijke belangen, waarvan het register met rekeningen waar hij doorheen bladert, getuigt. Ook de liefde, waarop de brieven, de blauwe sjaal en de ring lijken te wijzen, kan hem hiervan niet afhouden. In deze moraliserende kijk op het werk symboliseren de rozenblaadjes vergankelijkheid van schoonheid, terwijl de koudbloedige hagedis op zijn ongevoeligheid voor de liefde wijst.
Een andere duiding van het schilderij ziet in de jongeman een slachtoffer van melancholie. Hij verwijdert zich daarom van de wereld en houdt zich liever met zijn boeken bezig. Zijn blik en magere gezicht kunnen in die richting wijzen. Rozenblaadjes werden in de periode dat het schilderij ontstond gezien als een middel tegen melancholie. Een derde interpretatie ziet het portret als een lofzang op het eenzame leven (vita sollitaria), gewijd aan studie en contemplatie. Het landschap dat door het raam te zien is, is ver verwijderd van het drukke stadsleven.

## Herkomst
De eerste vermelding van het schilderij dateert pas uit 1923. Lucio Coletti had het gezien in het paleis van de familie Rovero in Treviso en herkend als een werk van Lotto. In 1930 kocht de staat het van Edoardo Rovero, de laatste telg van het geslacht, voor het Venetiaanse museum.
Het schilderij stamt waarschijnlijk uit het begin van de Venetiaanse periode van de schilder, toen Lotto voor verschillende particuliere opdrachtgevers werkte. Net als bij enkele andere werken uit die tijd, zoals het Portret van Andrea Odoni (1527), werkte Lotto met een horizontaal formaat, ongebruikelijk voor portretten in die tijd. De zorgvuldige weergave van de kleding en de voorwerpen, het koude kleurgebruik en het schuin invallende licht, zijn belangrijke verschillen tussen Lotto's stijl en die van Titiaan, de belangrijkste Venetiaanse schilder van dat moment. 

## Afbeelding

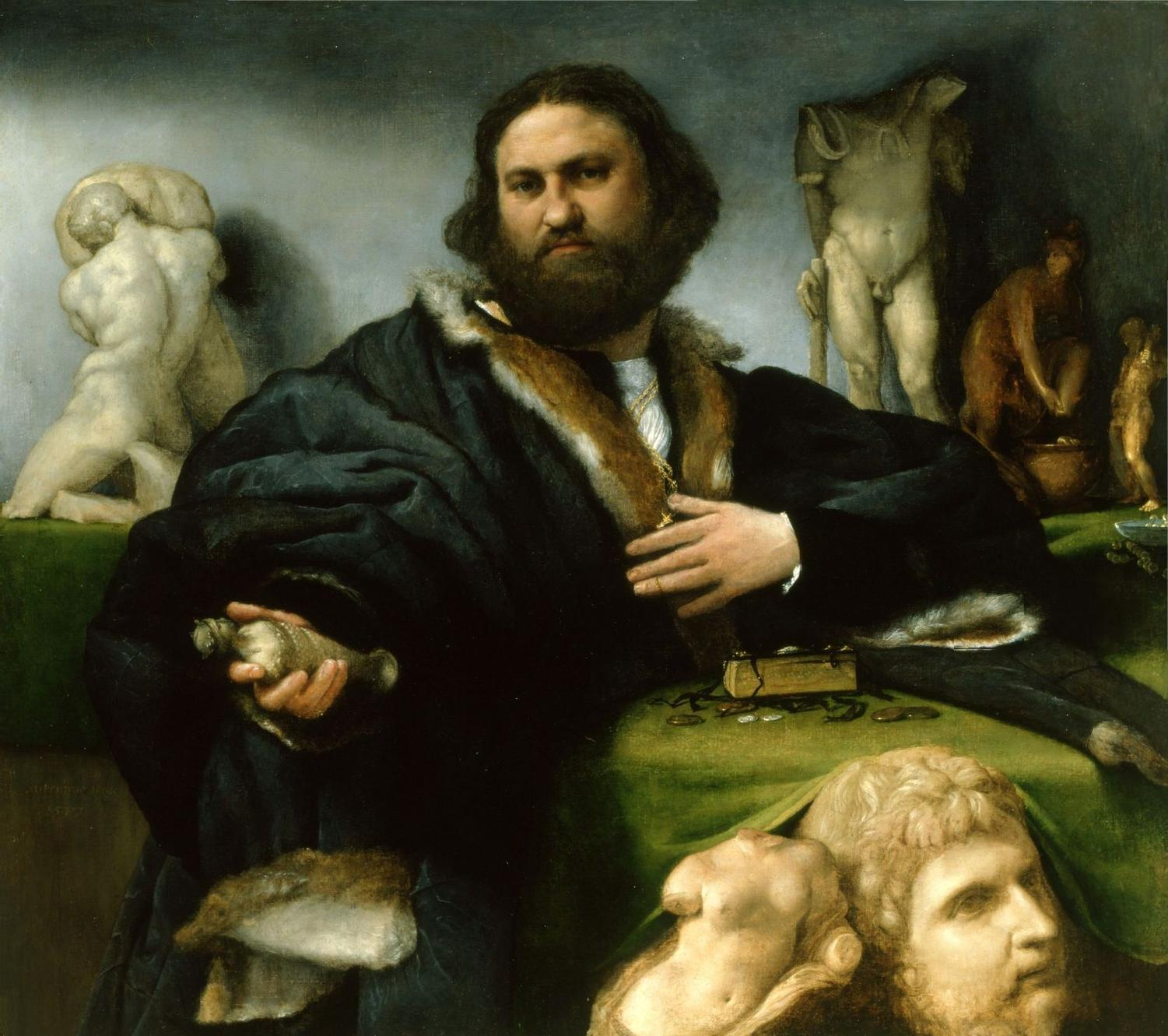
Portret van Andrea Odoni (1527)